# Zgodbe o Štrpedu
Zgodbe o Štrpedu so kratke pripovedke o Štrpedih, polhi, ki so imeli namesto prednjih tačk krila in sokolje oči, iz ušes pa jim je štrlelo jesenovo listje. Zbral in zapisal jih je Pavel Medvešček, zbiralec ljudske dediščine, hkrati pa tudi publicist in slikar.
Pripovedke se bile zapisane leta 1971. Pavel Medvešček se je zaposlil na Zavodu za spominsko varstvo Gorica, kjer je dokumenitral ljudsko arhitekturo na območju sedmih severnoprimorskih občin. Tako ga je pot zanesla tudi na območje Matarskega podolja, Podgorskega Krasa in Čičarije, kjer so prebivalci pripovedovali o Štrpedu.

## Zgodbe o Štrpedu in Materskega podolja, Podgorskega Krasa in Čičarije
- Štrpedov rod
- Lipeglav
- Runjevica
- Turki
- Podgradska grofična
- Nabiralec brinja
- Skandan
- Štrped
- Bosi otroci
- Podganje leto
- Stava
- Medvižicev štrped
- Žito
- Tihotapci
- Bolno dekle
- Kozja pastirica
- Kako je štrped pomagal Johanu

## Kraj in čas dogajanja
Matarsko podolje je Štrpedova dežela. Tako se imenujeta kar dva hriba v tej suhi kraški dolini. Pa še eno naselje, a to je že v hrvaški Istri.
V osrednjem delu Matarskega podolja leži gručasta vas Markovščica. Na severni strani se dviga Brkinsko hribovje, na jugu pa Slavnik in vrhovi Čičarije. Značilna kraška gmajna je porasla z gostim brinjem, ki včasih zraste v prava drevesa. Polno je vrtač, kotanj in brezen.
Nekje po drugi svetovni vojni, ko so bili Brkini, še dokaj odmaknjen predel, v katerem se je ohranjalo veliko starega izročila. Ljudje so si krajšali čas s pripovedovanjem pripovedk.

## Izvor
Izvor je brez dvoma še predkrščanski ali celo predzgodovinski. O tem nam priča nasprotje med belim in črnim Štrpedom, to je med dobrim in grdim, kar je očitno obraz starodavne predstave o večnom boju med svetlobo in temo, kot si ga je človek zamišljal že od najstarejših časov.